# LaC TV
LaC TV ist ein italienischer privater Fernsehsender in Kalabrien. Das Programm beinhaltet Chronik, Sport und Information. Die Ausstrahlung läuft 24 Stunden an sieben Tagen der Woche ab. Der Sender hat seinen Sitz in Vibo Valentia.